# Попова, Бетина Вадимовна
Бети́на Вади́мовна Попо́ва (род. 2 ноября 1996, Владивосток) — российская фигуристка, выступавшая в танцах на льду. В паре с Сергеем Мозговым становилась победительницей Универсиады (2019), серебряным призёром Кубка России (2017, 2019) и участницей турниров Гран-при (2017—2019). По состоянию на октябрь 2019 года пара занимала двадцать второе место в рейтинге Международного союза конькобежцев.
Попова начинала карьеру в одиночном катании. В двенадцать лет перешла в танцы на льду, образовав пару с Юрием Власенко. Совместно они были бронзовыми призёрами финала юниорского Гран-при (2014) и серебряными призёрами юниорского первенства России (2015, 2016). После чего её партнёром стал Сергей Мозгов, с которым она каталась четыре сезона. В 2020 году Попова завершила соревновательную карьеру.

## Карьера
Попова начала заниматься фигурным катанием в 2002 году. Сперва каталась как одиночница под руководством Натальи Титовой. Затем её наставником была Марина Селицкая. В 2009 году в спортивную школу ЦСКА, где каталась Бетина, на просмотр пришла тренер Ксения Румянцева, предложившая юной фигуристке перейти в танцы на льду. Попова приняла предложение, по причине средних результатов в одиночном катании. В новой для себя дисциплине она образовала дуэт с Юрием Власенко. Продолжительное время пара каталась у Румянцевой и Екатерины Журиной (Волобуевой).
В 2013 году пара приняла участие в юниорских этапах Гран-при в Беларуси и Чехии. На которых они финишировали соответственно вторыми и первыми, что позволило им уверенно выйти в юниорский финал в Японии, где они финишировали рядом с пьедесталом. На первенстве России среди юниоров пара впервые выиграла медали (бронзовые). В марте 2014 года танцоры выступали в Софии на юниорском чемпионате мира, где они финишировали в середине десятке.
Новый сезон пара начала в Чехии, где на юниорском этапе Гран-при они финишировали вторыми. Далее в Германии на юниорском этапе они финишировали первыми. Это позволило им выйти юниорский финал Гран-при. В начале декабря в Барселоне на самом финале российские танцоры финишировали с бронзовыми медалями. На национальном первенстве среди юниоров спортсмены впервые выиграли серебряные медали. Это позволило им в марте 2015 года в Таллине выступить на следующем мировом юниорском чемпионате. Однако российские танцоры финишировали во второй десятке.
Следующий сезон пара начала довольно рано, в августе на юниорском этапе Гран-при в Латвии, который они выиграли. В Испании на очередном этапе Гран-при российская пара финишировала второй, что дало им возможность выступить на юниорском финале Гран-при. В Барселоне российским фигуристам немного не хватило до пьедестала. На российском юниорском первенстве спортсмены во второй раз выиграли серебро. В марте 2016 года в Дебрецене на очередном юниорском чемпионате мира пара финишировала шестой.
В 2016 году танцевальная пара Поповой и Власенко распалась. В тот же период прекратили сотрудничество танцоры на льду Сергей Мозгов и Анна Яновская. После чего Попова и Мозгов стали кататься вместе. Дебютировала пара на международной арене в начале декабря в Загребе на турнире Золотой конёк Загреба, где они заняли пятое место и Бетина улучшила свои прежние достижения в сумме и произвольном танце. Однако пара на смогла пройти отбор на национальный чемпионат, они были на нём запасными. В середине февраля танцоры выступили на Кубке России и заняли там второе место.
Новый сезон российские фигуристы начали в сентябре в Братиславе, где выступили совсем неплохо на турнире Мемориал Ондрея Непелы, они финишировали с бронзовыми медалями. При этом фигуристы улучшили свои прежние достижения в сумме и произвольном танце, а партнёрша и в коротком танце. В начале октября в Эспоо, на Трофее Финляндии, они финишировали в пятёрке. Через две недели российская танцевальная парадебютировала в серии Гран-при на российском этапе, где они заменили своих товарищей по сборной. Фигуристы улучшили свои прежние достижения в коротком танце и сумме и финишировали в середине таблицы. В середине ноября пара удачно выступила в Варшаве на Кубке города, который они выиграли. При этом им удалось незначительно улучшить свои прежние достижения в сумме и короткой программе. На национальном чемпионате в середине декабря в Санкт-Петербурге пара финишировала рядом с пьедесталом.
В 2020 году Попова и её партнёр Сергей Мозгов завершили соревновательную карьеру. После чего Бетина работала с фигуристами в качестве хореографа. Ставила программы спортивной паре Дарье Павлюченко и Денису Ходыкину. 

## Результаты
| Результаты выступлений с Сергеем Мозговым |       |       |       |       |
| Соревнования                              | 16/17 | 17/18 | 18/19 | 19/20 |
| Международные                             |       |       |       |       |
| Гран-при Канады                           |       |       |       | 8     |
| Гран-при Франции                          |       |       | 8     |       |
| Гран-при Финляндии                        |       |       | 7     |       |
| Гран-при России                           |       | 6     |       |       |
| Универсиада                               |       |       | 1     |       |
| Volvo Open Cup                            |       |       | 1     |       |
| Warsaw Cup                                |       | 1     |       |       |
| Finlandia Trophy                          |       | 5     |       | 3     |
| Мемориал Непелы                           |       | 3     | 3     | 4     |
| Золотой конёк                             | 5     |       | 3     |       |
| Национальные                              |       |       |       |       |
| Чемпионат России                          |       | 4     | 4     |       |
| Финал Кубка России                        | 2     |       | 2     |       |

| Результаты выступлений в паре с Юрием Власенко |       |       |       |       |       |       |
| Соревнования                                   | 10/11 | 11/12 | 12/13 | 13/14 | 14/15 | 15/16 |
| Международные среди юниоров                    |       |       |       |       |       |       |
| Чемпионат мира                                 |       |       |       | 7     | 11    | 6     |
| Финал Гран-при                                 |       |       |       | 4     | 3     | 4     |
| Гран-при Латвии                                |       |       |       |       |       | 1     |
| Гран-при Испании                               |       |       |       |       |       | 2     |
| Гран-при Германии                              |       |       |       |       | 1     |       |
| Гран-при Чехии                                 |       |       |       | 1     | 2     |       |
| Гран-при Беларуси                              |       |       |       | 2     |       |       |
| NRW Trophy                                     |       | 4     | 8     |       |       |       |
| Национальные среди юниоров                     |       |       |       |       |       |       |
| Первенство России                              | 14    | 12    | 7     | 3     | 2     | 2     |